# Muckenstruntz & Bamschabl

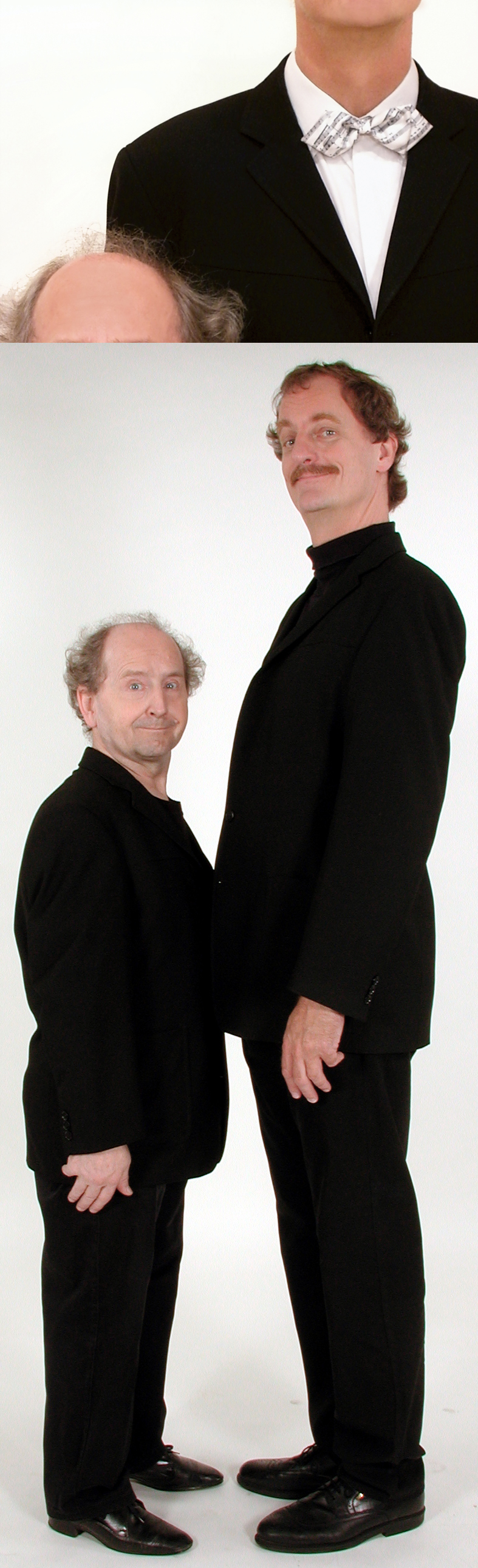
Muckenstruntz & Bamschabl

Muckenstruntz & Bamschabl war ein österreichisches Komikerduo, das von 1976 bis 2011 auftrat und sich zu „unpolitischen Musikkomikern“ erklärte. Das Duo bestand aus Peter Traxler („Muckenstruntz“, 1946–2011) und Wolfgang Katzer („Bamschabl“, * 1950).

## Lebensläufe

### Peter Traxler
Peter Traxler („Muckenstruntz“) wurde am 22. Juli 1946 in Güssing im Burgenland geboren, wuchs in Eisenstadt auf und legte dort 1964 die Matura ab. Anschließend begann er ein Studium an der Technischen Universität Wien, spielte aber gleichzeitig bei der Musikgruppe The Dreamers und ab 1971 mit Lazy Sunday. 1968 wechselte er zur Hochschule für Musik und Darstellende Kunst und begann ein Studium in Komposition, Musiktheorie und Tontechnik. In der Folge wurde er auch Studiotechniker bei Gerhard Bronner. Traxler war 36 Jahre verheiratet. Er wurde am 25. Februar 2011 in einem Hotel in Graz tot aufgefunden. Aus der drei Tage später angesetzten 35-Jahr-Feier des Duos im Marchfelderhof wurde ein Gedenken an ihn. Er wurde auf dem Stadtfriedhof in Eisenstadt (Grabnummer 1488) beigesetzt.

### Wolfgang Katzer

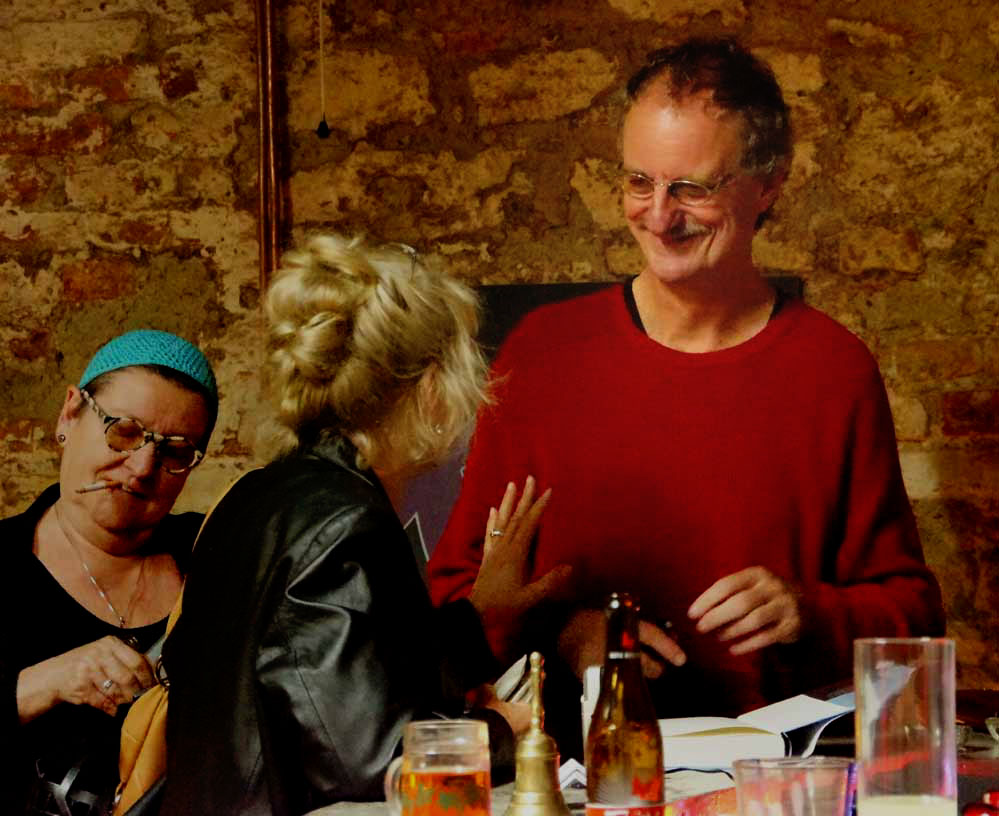
Katzer, 2012

Wolfgang Katzer („Bamschabl“) wurde am 31. Mai 1950 in Mödling geboren. Nach der Matura am Gymnasium Stubenbastei machte er eine Ausbildung zum Pianisten in klassischer Musik sowie Jazzklavier bei Fritz Pauer. An der Universität Wien studierte er Musikwissenschaft sowie Musiktheorie an der Musikhochschule. Wolfgang Katzer ist auch Autor der Romane Till Till, Coke und Amok, Yellowstone und Ayasha tanzt.
Wolfgang Katzer ist in zweiter Ehe mit der Pianistin Katharina Brizic verheiratet. Aus seiner ersten Ehe sind drei Kinder hervorgegangen.

## Geschichte
Erstmals begegneten sich Traxler und Katzer um 1973 in der für jugendliches Publikum gemachten Fernsehsendung Spotlight des ORF. In einem für Ping Pong geführten Interview im Juni 1978 erklärten die beiden Künstler ihre gemeinsame Entstehungsgeschichte im Dialog so: Katzer „Bamschabl“: „… und bin eigentlich durch Mangel an Geld dazu gekommen, die Sachen, die ich ernst betreibe, zu verblödeln. Ich habe auch in Gruppen gespielt, bin dann von Peter Rapp sozusagen entdeckt worden für Spotlight.“ – Traxler „Muckenstruntz“: „… und haben [dort] festgestellt, daß wir eigentlich sehr gut zusammenpassen würden. Es ist dann doch erst 2 Jahre später dazugekommen, als Wolfgang mit Plattenvorschlägen zu einer Firma ging, bei der ich schon mit einer Platte war. Dort sagten sie: ‚Na ja, eigentlich haben wir da noch einen zweiten, der würde recht gut zu Ihnen passen.‘“ Nach Bamschabl war der Wortlaut: „Do is no so a Wahnsinniger bei uns!“ Seitdem arbeiteten sie zusammen, was im Zeitpunkt des Interviews „ungefähr 2 1/2 Jahre“ gewesen waren, demnach um die Jahreswende 1975/76 beginnend.
Über die Herkunft ihres Duo-Namens gibt es zwei Versionen: Namensgebend weil markant sei die unterschiedliche Körpergröße von „Muckenstruntz“ mit 1,56 m gegenüber „Bamschabl“ mit 1,98 m gewesen. In dem oben angeführten Interview von 1978 gefragt, wie es zu Muckenstruntz & Bamschabl gekommen sei, erläuterte Traxler dies so: „… Den Namen hat eigentlich eine Dame erfunden, die im Konzerthaus die Kantine geführt hat. Die hat die beiden Ausdrücke als Schimpfworte, allerdings als liebenswürdige Art von Schimpfwörtern, für alle möglichen Leute, die dort waren verwendet.“
Als Muckenstruntz & Bamschabel bekamen sie dann 1976 ihre eigene ORF-Show. Muckenstruntz verkörperte stets die Rolle des „kleinen Blöden“, Bamschabl die des „großen G’scheiten“. Bamschabl beschrieb 1978 seine Rolle so: „Ich bin unheimlich gutmütig, großartig, der Beste, den man sich überhaupt vorstellen kann, häuslich, angenehm, der Idealmann schlechthin. Ich glaube, das ist eine bescheidene Aufzählung meiner speziellen Eigenschaften.“ – Muckenstruntz: „Als Pendant ergibt sich ja für mich automatisch das Gegenteil.“

## Programme und Auftritte
Anfänglich entwickelten die beiden ihre Auftritte alleine (Bamschabl im O-Ton: „… haben wir selbst gewurschtelt“). 1978 bekamen sie Unterstützung vom „Herrn Götz Kauffmann auf freiwilliger Basis“, wobei die Ideen weiterhin von ihnen kamen. Die Programme seien von Anfang bis Ende als komplette Shows niedergeschrieben gewesen, die Zugaben wurden improvisiert. Vom Stil her beschrieb Muckenstruntz ihre Auftritte als „eine Mixtur von allem, was es schon gegeben hat, aber in der Form, wie wir es machen, eigentlich noch nicht.“ Und Bamschabl ergänzte: „Wir versuchen z.B. filmische Sachen auf die Bühne zu bringen, wie z.B. Slapstick […] [U]nsere Zusammenstellung gab es bisher noch nicht […] hier ist eine gewisse Marktlücke gewesen, die wir jetzt, glaube ich, schließen haben können, …“.
Das erste Programm von Muckenstruntz & Bamschabl hieß Couriositätentheater. Dieses war ein 'Theaterstück mit zerfallendem Klavier und Frühstück im Sarg'. Danach folgten die Entertainershow und die Schabldämmerung. Direktor Stefan Mras brachte das Duo 1981 ins Theater Forum im 9. Wiener Gemeindebezirk.
Auftritte fanden im gesamten deutschen Sprachraum statt, vorwiegend jedoch in Wien und im Umland, beispielsweise im Metropol oder im Gloria-Theater. In der Television traten die beiden in etlichen Shows auf. Sie wirkten außerdem in Filmen mit, wie etwa Neues vom Räuber Hotzenplotz oder 1977 Drei Schwedinnen in Oberbayern (Tirol) und 1978 in „Hurra, die Schwedinnen sind da.“. In der Operette Die Landstreicher 1978 im Wiener Raimund-Theater spielten sie zwei Offiziere.
In den Bundesländern gaben Muckenstruntz & Bamschabl regelmäßig Gastspiele, beispielsweise im Kleinen Theater Schallmoos in Salzburg und im Grazer Theatercafé. Außerdem traten sie im Stadttheater Berndorf, bei den Stockerauer Sommerspielen und bei den Seefestspielen Mörbisch auf.
Neben ihren Live-Auftritten wurden auch CDs, DVDs und Bücher verlegt. Die letzten Programme, 2010, waren Dinner for one and a half und Alte Hasen GesmbH.

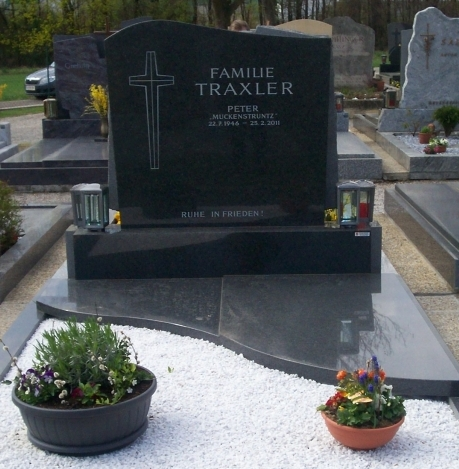
Grabstätte von Peter Traxler

## Veröffentlichungen
Texte
- Was ist ein Wudel? schlag nach bei Muckenstruntz & Bamschabl. Verlag Niederösterreichisches Pressehaus, St. Pölten-Wien 1990
- Im Reich der Unsinne, Filmszenen, die nie geschrieben wurden. Verlag Niederösterreichisches Pressehaus, St. Pölten-Wien 1994, ISBN 3-85326-007-1

Tonträger
- LP: Frauenfallgrubengraber Ges.m.b.H. – 1986, Cactus Records, Wien
- LP: Der Schaukelstuhl
- CD: Eineinhalb
- CD: Die dümmsten Lieder aus 20 Jahren

Video
- VHS: 1 1/2
- DVD: Eine kleine Lachmusik, Hoanzl, Edition Premiere – Best of Kabarett, Nr. H-352

## Filmografie (Auswahl)
- 1977: Drei Schwedinnen in Oberbayern
- 1978: Hurra, die Schwedinnen sind da
- 1979: Neues vom Räuber Hotzenplotz

## Auszeichnungen
- 2005 – Römer, österreichischer Kleinkunstpreis
- 2008 – Ybbser Spaßvogel